# Tagona
Tagona (лат.) — род жесткокрылых из семейства чернотелок.

## Описание
Четвёртый-шестой членики усиков удлинённые. Переднеспинка колоколовидная, слабо поперечная, или едва равна ширине. Передние голени самца и самки с одной шпоры; передние бёдра утолщённые, подошвы лапок в светлых волосках.

## Экология
Обитают в песчаных пустынях. Жуки активны ночью и в сумерки.

## Систематика
В составе рода три или четыре вида. Tagona rugipleuris рассматривают также в ранге подвида Tagona macrophthalma:
- Tagona acuminata Fischer von Waldheim, 1820
- Tagona macrophthalma Fischer von Waldheim, 1820
- Tagona robusta Skopin, 1970
- Tagona rugipleuris Reitter, 1901

## Распространение
Встречаются в Астраханской области России, Казахстане, Туркмении, Узбекистане и Афганистане.